# Xixiposaurus suni
Xixiposaurus suni es la única especie conocida del género extinto Xixiposaurus de dinosaurio saurisquio prosaurópodo, que vivió a principios del período Jurásico, hace aproximadamente 203 y 183 millones de años, entre el Hettangiense y el Pliensbachiense, en lo que hoy es Asia. sus restos se encontraron en la Formación Bajo Lufeng, Yunnan, China y fue nombrada por primera vez por Sekiya Toru en 2010 y la especie tipo es Xixiposaurus suni. El nombre genérico, Xixiposaurus, se refiere a la aldea de Xixipo en el condado de Lufeng, Yunnan , China, donde se descubrió el holotipo, un esqueleto parcial con cráneo llamado ZLJ01018. El nombre específico, X. suni, se refiere al profesor Sun Ge de la Universidad de Jilin. El análisis filogenético de Sekiya en 2010 ubica a Xixiposaurus como un miembro derivado de un Prosauropoda monofilético, una hipótesis que actualmente no se acepta. Se ubica como el taxón hermano de Mussaurus en una familia Plateosauridae, que también incluía a Riojasaurus, Coloradisaurus y "Gyposaurus" sinensis.